# Terçado

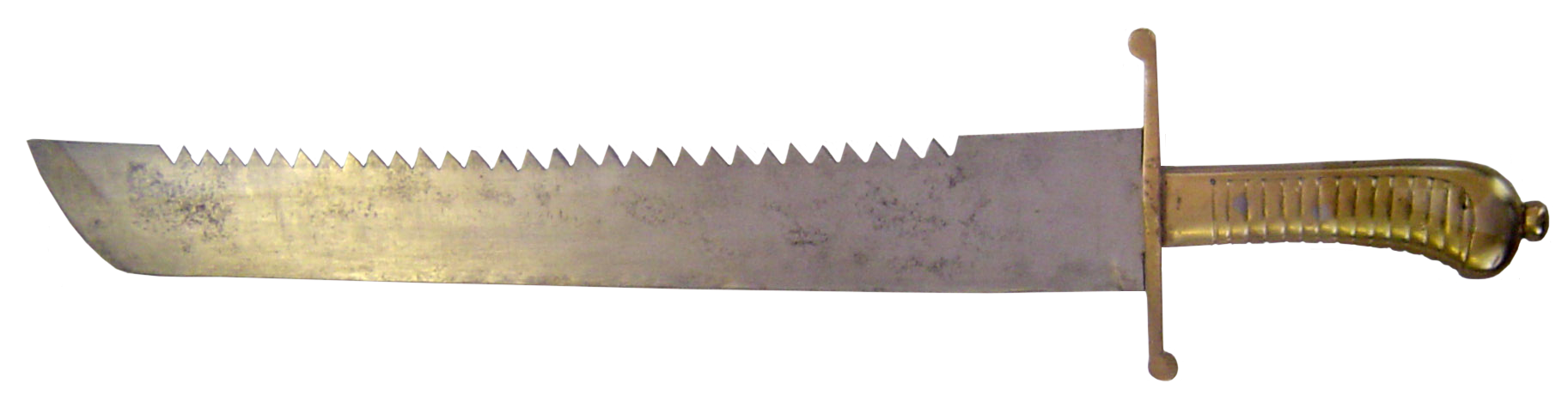
Terçado alemão

Terçado ou chifarote  é uma variante do alfange com lâmina reta ou ligeiramente curva, de ponta aguçada, usada tanto para cortar como para perfurar, que foi usada pela infantaria do século XVIII até às lutas de trincheiras da Primeira Guerra Mundial.
Embora já existisse desde o século XVI, tornou-se especialmente popular nos séculos XVII a XIX, às mãos da infantaria ligeira e artilharia.

## Feitio
Este alfange, que dá pelas nomenclaturas estrangeiras de fascine knife em inglês, braquemard em francês, storta em italiano e Malchus em alemão, estava dotado de uma lâmina larga e curta e de ponta afiada, tanto podia ser recta como curva, com um gume ou dois, podendo inclusive ter o contragume serrilhado.
Não tinha copos no guarda-mão, mediria entre 75 centímetros a um metro de comprimento, dos quais a lâmina teria cerca de 50,  pesando por volta de 1,35 a 2,25 quilos. É possível que tenha sido inspirada na espada baselarda, uma espada curta usada pelos mercenários suíços, nos finais da Idade Média. 
O Malchus alemão trata-se de uma variedade de chifarote que, entretanto, se foi tornando indistinta dos terçados comuns, salvo que se encontra sempre dotada de guarda-mão simples. 

## Uso
Tanto podia ser usada como arma pessoal ou como instrumento utilitário, para cortar feixes, bardas e almiaras no campo de batalha, por esse motivo lhe chamaram fascine knife em inglês, fascine são bardas ou feixes de ramos, dispostos de feição a formar vedações ou barreiras, a atulhar valas e fossos, ou simplesmente para auxiliar no fabrico de construções temporárias de apoio militar.

## Etimologia
- O nome “chifarote”[10], diminutivo jocoso de “chifra” ou “chanfra”, que é um implemento de ferro, semelhante à faca, usado por encadernadores e outros artífices, para  adelgaçar o coiro, ao raspá-lo. A isso se chama fazer "o chanfro"[11], expressão que, por seu turno, tem origens árabes, mais concretamente do verbete árabe-hispânico xifrâ, que significa cutelo[12].

- Quanto ao nome  “terçado”, cunhou-se por ser um alfange com um terço do tamanho de uma espada comum.[13]

- O nome alemão, Malchus[3], adveio do nome do sacerdote hebraico de Caifás (Malco) a quem, de acordo com o Evangelho segundo João, o apóstolo Pedro cortou uma orelha ao tentar defender Jesus.[14].

No Brasil, o nome de "terçado" é dado também a facões ou machetes usados principalmente para abrir caminho nas matas, embora possam servir como armas improvisadas.